# Kinosternon baurii
Kinosteron baurii – gatunek gada z podrzędu żółwi skrytoszyjnych i rodziny mułowcowatych (Kinosternidae).
Karapaks brązowy lub brązowo-czarny na którym występują trzy żółtawe linie podłużne. Głowa ciemna, na policzkach występują wyraźne żółte linie. Żyją około 20 lat.
Długość ciała wynosi około 12 cm.
Odżywia się ślimakami, rakami, insektami, robakami, drobnymi rybami.
Występuje w Ameryce Północnej we wschodniej części USA – w stanach Floryda, Georgia, Karolina Południowa, Karolina Północna, Wirginia, Maryland.

## Ochrona
Gatunek ten od 2023 roku jest objęty załącznikiem II konwencji waszyngtońskiej (CITES) i aneksem B UE.